# Halsey (Sängerin)

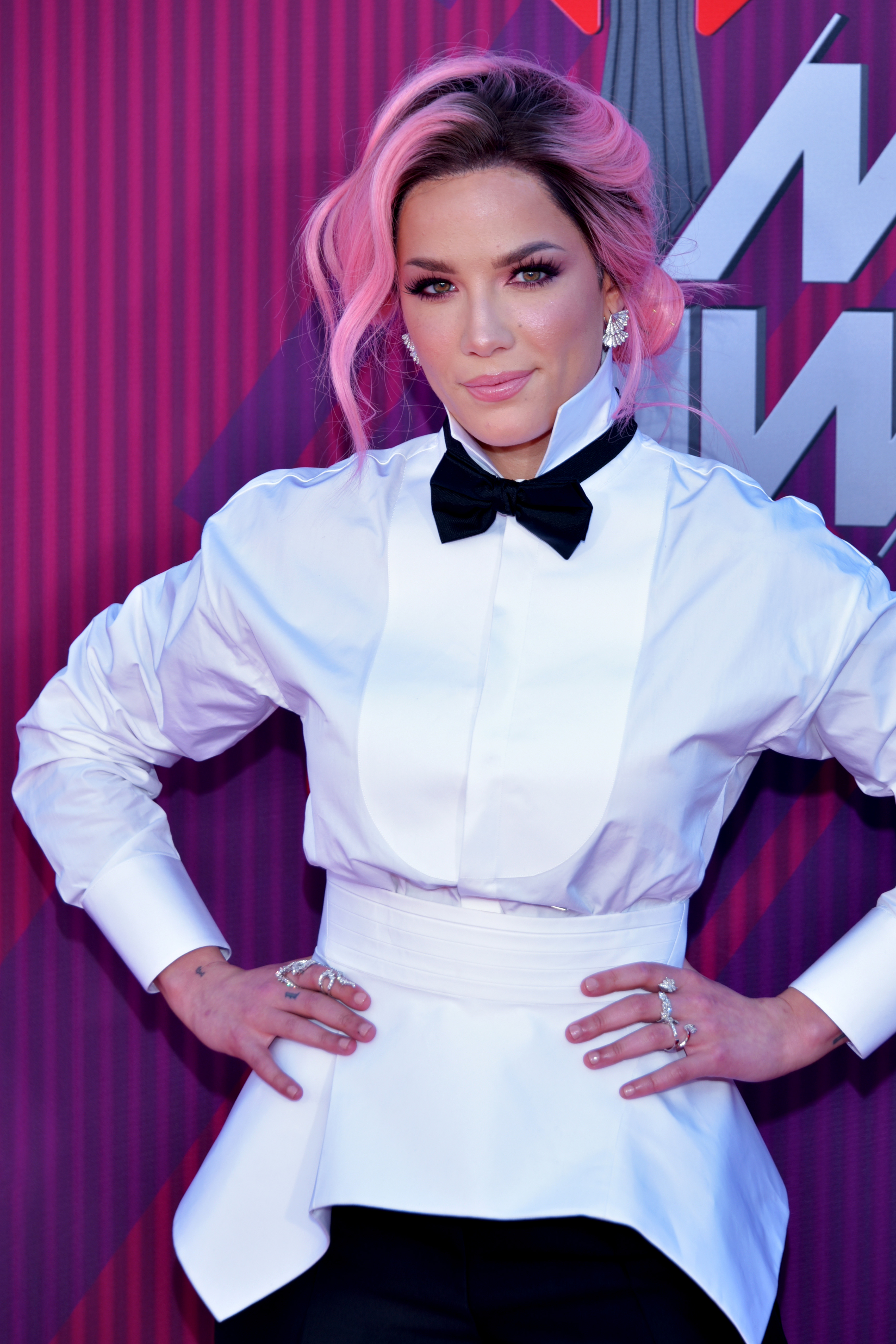
Halsey (2019)

Halsey (* 29. September 1994 als Ashley Nicolette Frangipane in Edison, New Jersey) ist eine US-amerikanische Sängerin. Stilistisch werden ihre Veröffentlichungen hauptsächlich in folgenden Musikgenres verortet: Pop, Elektropop, Independent, Industrial, Synthie-Pop, R&B und Alternative.

## Biografie

### Kindheit und Jugend
Ashley Nicolette Frangipane wuchs in New Jersey in einer dysfunktionalen Familie auf. Ihre Eltern verließen das College, als ihre Mutter mit ihr schwanger war. Sie war das älteste von drei Kindern. Ihre Eltern arbeiteten in Niedriglohn-Jobs, um die Familie durchzubringen und zogen häufig um. Wie ihre Mutter leidet Frangipane an einer bipolaren Störung. Für Musik interessierte sie sich bereits in ihrer Kindheit, lernte unter anderem Violine, Viola und Cello, bevor sie sich mit 14 auf die akustische Gitarre festlegte. Erste Songs entstanden in ihrer High-School-Zeit. Ihren Künstlernamen leitete sie als Anagramm von ihrem Vornamen Ashley ab, versteht ihn aber auch als Erinnerung an die Halsey Street in Brooklyn, wo ihr damaliger Freund lebte. In ihren Teenager-Jahren brach sie bereits mehrfach mit ihrer Familie. Mit siebzehn unternahm sie einen Suizidversuch. Nach ihrem Abschluss an der Warren Hills Regional High School besuchte sie zunächst die Rhode Island School of Design, jedoch konnte sie sich das College nicht leisten. Anschließend fand sie ein Community College, das sie nach wenigen Semestern abbrach.

### Musikalische Karriere
Auf einer Party lernte sie einen Musikproduzenten kennen, der kurz darauf ihre erste Single Ghost produzierte. Diese lud er auf SoundCloud hoch, wo sie innerhalb kurzer Zeit erfolgreich wurde. Die ersten Labels zeigten Interesse an ihr und sie begann Konzerte zu spielen. Während einer Tournee erlitt sie eine Fehlgeburt, die sie schwer belastete. Doch sie begann, sich weiter auf ihre Musikkarriere zu konzentrieren und unterschrieb ihren ersten Plattenvertrag bei Astralwerks 2014. Im Anschluss spielte sie als Support für The Kooks. Im selben Jahr erschien ihre erste EP Room 93, die in den Billboard 200 Platz 159 erreichte.
2015 folgte ihr Debütalbum Badlands, mit dem ihr der Durchbruch gelang. Es erreichte Platz 2 der US-Billboard-Charts. In den Vereinigten Staaten wurde es mit Platin ausgezeichnet. Ihre folgende US-Tour war innerhalb weniger Minuten fast ausverkauft, unter anderem auch ihr Auftritt im Madison Square Garden, der die Tour beschloss. Neben ihren Soloauftritten war sie auch Vorgruppe für The Weeknd. Daneben hatte sie einen Gastauftritt auf Justin Biebers Album Purpose.
2016 war Halsey Gaststar und Koautorin auf der Hit-Single Closer von The Chainsmokers. Für den Song erhielt sie eine Grammy-Nominierung in der Kategorie Best Pop Duo/Group Performance. 2017 veröffentlichte sie das Album Hopeless Fountain Kingdom, das Platz 1 der US-Billboard 200 erreichte. Gleichzeitig war sie mit der Single Not Afraid Anymore auf dem Soundtrack von Fifty Shades of Grey – Gefährliche Liebe vertreten.
2018 war sie als Gast auf der Debütsingle Eastside von Benny Blanco vertreten. Im selben Jahr erschien der Zeichentrickfilm Teen Titans Go! To the Movies, in dem Halsey als Stimme von Wonder Woman zu hören war. Außerdem hatte sie einen Cameo in A Star Is Born. und trat in der Fernsehshow The Voice als Coach auf. Im Oktober 2018 erschien die Single Without Me. Sie wurde ihre bisher erfolgreichste Single und ihr erster Nummer-eins-Hit in den Billboard Hot 100. Darüber hinaus war sie Gastsängerin für BTS, Yungblud und Juice WRLD. 2019 arbeitete sie vorwiegend an ihrem dritten Album, das im Januar 2020 erschienen ist. 2019 waren bereits die beiden Singles Nightmare und Graveyard erschienen. 2021 erschien das Album If I Can't Have Love, I Want Power. 2024 folgte The Great Impersonator.

## Soziales Engagement
Vor allem zu Beginn ihrer Karriere bezeichnete sie sich auf Twitter „tri-bi“, wo mit sie sich als bipolar, bisexuell und „biracial“ bezeichnete. Nach einiger Kritik bezeichnete sie dies als missverständliches Label. Dennoch sind diese drei Bestandteile ihrer Identität ihr wichtig. Obwohl ihr Erscheinungsbild sie als „Weiße“ ausweist, gibt sie an, schwarze Wurzeln zu haben und versteht sich als Nachfahre und Vertreterin einer schwarzen Kultur. Hinweise auf ihre Bisexualität und ihre bipolare Störung befinden sich außerdem häufig in ihren Texten. Ihr Selbstverständnis im Hinblick auf diese drei Identitäten brachte sie außerdem in den Konflikt mit anderen Musikern. So bezeichnete sie Iggy Azaleas Musik als „a complete disregard of black culture“ und die Rapperin darüber hinaus als Idiotin. Weitere Auseinandersetzungen hatte sie mit Demi Lovato. Außerdem unterstützte sie ihren damaligen Freund G-Eazy bei diversen Beefs.
In der Präsidentschaftswahl in den Vereinigten Staaten 2016 unterstützte sie Bernie Sanders. Sie beteiligte sich an mehreren Charity-Singles, so an Hands, einer Single, die den Opfern und Angehörigen des Anschlags von Orlando am 12. Juni 2016 gewidmet ist. An der Single beteiligten sich neben ihr unter anderem Selena Gomez, Pink und Britney Spears. 2019 beteiligte sie sich an einer Benefiz-Single namens Earth, die auf den Klimawandel aufmerksam machen will.
Halsey beteiligte sich an der Kampagne I’m Listening für Suizidprävention des Radio-Netzwerks Entercom. Sie versteht sich als Feministin und unterstützte unter anderem den Women’s March on Washington und dessen Fortsetzung 2018 Women’s March, der sich vornehmlich gegen Donald Trump richtete. Dort trat sie mit einem Gedicht auf, das ihre eigenen Erfahrungen mit sexuellen Missbrauch und der Unterdrückung von Frauen verarbeitete. Außerdem beteiligte sie sich am March for Our Lives.

## Musikstil
Halsey spielt einen Mix aus Singer-Songwriter-Musik und Pop vermischt mit elektronischen Einflüssen. Sie versteht sich als multikulturelle Persönlichkeit, die sowohl schwarze als auch weiße Wurzeln hat. So nahm sie wesentliche Einflüsse aus ihrer Musik sowohl aus dem Indie-Rock als auch aus der Hip-Hop-Kultur. Sie hörte in ihrer Jugend sowohl Tupac, NWA und den Wu-Tang Clan als auch Nirvana, The Cure, Gin Blossoms und Alanis Morissette. Das erste Album ist dabei noch deutlich vom EDM-Stil dominiert, während vor allem beim zweiten Album auch Einflüsse aus dem R&B wie The Weeknd und TLC erkennbar sind. Halseys viertes Album If I Cant' Have Love, I Want Power wurde von Trent Reznor und Atticus Ross der Industrial-Band Nine Inch Nails produziert und weist einen düstereren Sound sowie deutlichere Industrial-Einflüsse auf.

## Privatleben
Von 2015 bis 2016 hatte sie eine Beziehung mit dem Musikproduzenten Lido, der ihr bei ihrem ersten Album half. Ihr zweites Album soll zu einem Großteil von ihrer Beziehung mit ihm handeln.
Es folgte eine Beziehung mit G-Eazy. Nicht nur war Halsey in diverse Beefs des Rappers mit einbezogen, auch erschienen Boulevard-Fotos, die ihren Kokain-Konsum dokumentierten. Auch gab es mehrfach öffentlichkeitswirksame Streite wegen G-Eazys Affären. Das Paar trennte sich schließlich im Oktober 2018. Es folgten Beziehungen mit Yungblud und dem Schauspieler Evan Peters.
Halsey hatte eine Beziehung mit dem türkisch-amerikanischen Drehbuchautor Alev Aydin. Der gemeinsame Sohn wurde im Juli 2021 geboren.
Seit 2023 ist Halsey mit dem Schauspieler Avan Jogia zusammen. Im September 2024 gab die Sängerin über Twitter ihre Verlobung bekannt.
Halsey lebt mit Systemischem Lupus erythematodes (LSE) und einer T-Zellen lymphoproliferativen Krankheit.

## Diskografie
Studioalben

| Jahr | Titel Musiklabel                                   | Höchstplatzierung, Gesamtwochen, AuszeichnungChartplatzierungen (Jahr, Titel, Musiklabel, Platzierungen, Wochen, Auszeichnungen, Anmerkungen) | Höchstplatzierung, Gesamtwochen, AuszeichnungChartplatzierungen (Jahr, Titel, Musiklabel, Platzierungen, Wochen, Auszeichnungen, Anmerkungen) | Höchstplatzierung, Gesamtwochen, AuszeichnungChartplatzierungen (Jahr, Titel, Musiklabel, Platzierungen, Wochen, Auszeichnungen, Anmerkungen) | Höchstplatzierung, Gesamtwochen, AuszeichnungChartplatzierungen (Jahr, Titel, Musiklabel, Platzierungen, Wochen, Auszeichnungen, Anmerkungen) | Höchstplatzierung, Gesamtwochen, AuszeichnungChartplatzierungen (Jahr, Titel, Musiklabel, Platzierungen, Wochen, Auszeichnungen, Anmerkungen) | Anmerkungen                                                 |
| Jahr | Titel Musiklabel                                   | DE | AT | CH | UK | US | Anmerkungen                                                 |
| ---- | -------------------------------------------------- | --- | --- | --- | --- | --- | ----------------------------------------------------------- |
| 2015 | Badlands Astralwerks                               | DE37 (1 Wo.)DE | AT18 (1 Wo.)AT | CH26 (2 Wo.)CH | UK9 Gold · (24 Wo.)UK | US2 ×2Doppelplatin · (159 Wo.)US | Erstveröffentlichung: 28. August 2015 Verkäufe: + 2.345.000 |
| 2017 | Hopeless Fountain Kingdom Astralwerks              | DE27 (2 Wo.)DE | AT20 (1 Wo.)AT | CH24 (1 Wo.)CH | UK12 Gold · (5 Wo.)UK | US1 ×2Doppelplatin · (119 Wo.)US | Erstveröffentlichung: 2. Juni 2017 Verkäufe: + 2.330.000    |
| 2020 | Manic Capitol Records                              | DE13 (5 Wo.)DE | AT10 (6 Wo.)AT | CH10 (3 Wo.)CH | UK6 Gold · (10 Wo.)UK | US2 ×2Doppelplatin · (101 Wo.)US | Erstveröffentlichung: 17. Januar 2020 Verkäufe: + 2.710.000 |
| 2021 | If I Can’t Have Love, I Want Power Capitol Records | DE5 (2 Wo.)DE | AT8 (2 Wo.)AT | CH7 (2 Wo.)CH | UK5 (2 Wo.)UK | US2 Gold · (7 Wo.)US | Erstveröffentlichung: 27. August 2021 Verkäufe: + 500.000   |
| 2024 | The Great Impersonator Columbia Records            | DE28 (2 Wo.)DE | AT26 (2 Wo.)AT | — | UK19 (1 Wo.)UK | US2 (2 Wo.)US | Erstveröffentlichung: 25. Oktober 2024                      |

## Filmografie

### Filmrollen
| Jahr | Titel                              | Originaltitel                      | Rollen                | Anmerkungen                         | Ref.          |
| ---- | ---------------------------------- | ---------------------------------- | --------------------- | ----------------------------------- | ------------- |
| 2018 | Teen Titans Go! To the Movies      | Teen Titans Go! To the Movies      | Wonder Woman          | Synchronsprecherin                  | [ 35 ]        |
| 2018 | A Star is Born                     | A Star Is Born                     | als sie selbst        | Gastrolle                           | [ 36 ]        |
| 2021 | If I Can't Have Love, I Want Power | If I Can't Have Love, I Want Power | Königin Lila / Lilith | Begleitfilm zum gleichnamigen Album | [ 37 ]        |
| 2021 | Sing – Die Show deines Lebens      | Sing 2                             | Porsha Crystal        | Synchronsprecherin                  | [ 38 ]        |
| 2023 | Americana                          | Americana                          | Mandy Starr           | erste On-Screen-Rolle               | [ 39 ] [ 40 ] |

### Serienrollen
| Jahr      | Titel                                  | Originaltitel                          | Rollen                                          | Anmerkungen                                                                     | Ref.          |
| --------- | -------------------------------------- | -------------------------------------- | ----------------------------------------------- | ------------------------------------------------------------------------------- | ------------- |
| 2016      | Roadies                                | Roadies                                | als sie selbst                                  | Folge: „Carpet Season“ and „The Load Out“                                       | [ 41 ]        |
| 2017      | American Dad!                          | American Dad!                          | Cindy                                           | Synchronsprecherin, Folge: „Schöner Abend für eine Spritztour“                  | [ 42 ]        |
| 2018–2021 | Saturday Night Live                    | Saturday Night Live                    | als sie selbst (Gesangsauftritt und Moderation) | 5 Folgen                                                                        |               |
| 2018      | RuPaul's Drag Race                     | RuPaul's Drag Race                     | als sie selbst / Gastjurorin                    | Folge: „PharmaRusical“                                                          | [ 43 ]        |
| 2018      | The Doctors                            | The Doctors                            | Gaststar                                        | Folge: „#10126“                                                                 | [ 44 ]        |
| 2018      | The Voice                              | The Voice                              | Gastauftritt/Beraterin                          | Staffel 14: Gastauftritt Staffel 15: Beraterin für Team Jennifer / Gastauftritt | [ 45 ] [ 46 ] |
| 2020      | Scooby-Doo und wer bist Du?            | Scooby-Doo and Guess Who?              | als sie selbst                                  | Folge: „Der Kampf um die Worte“ Synchronsprecherin                              | [ 47 ]        |
| 2020      | The Disney Family Singalong: Volume II | The Disney Family Singalong: Volume II | Gesangsauftritt                                 | Fernsehspecial                                                                  | [ 48 ]        |

## Auszeichnungen
Grammy Awards:
- 2017: Grammy Award for Best Pop Duo/Group Performance zusammen mit The Chainsmokers (Closer) (Nominierung)

MTV Europe Music Awards
- 2016: Best Push Act (Nominierung)
- 2019: Best Look (Gewonnen)
- 2019: Best Pop (Gewonnen)

MTV Video Music Awards
- 2017: Best Collaboration (mit The Chainsmokers) (Nominierung)
- 2019: Artist of the Year (Nominierung)
- 2019: Best Collaboration (mit BTS) (Nominierung)
- 2019: Video for Good / Best Power Anthem (Nightmare) (Nominierung)
- 2019: Best K-Pop (mit BTS) (Gewonnen)